# Grafika warsztatowa

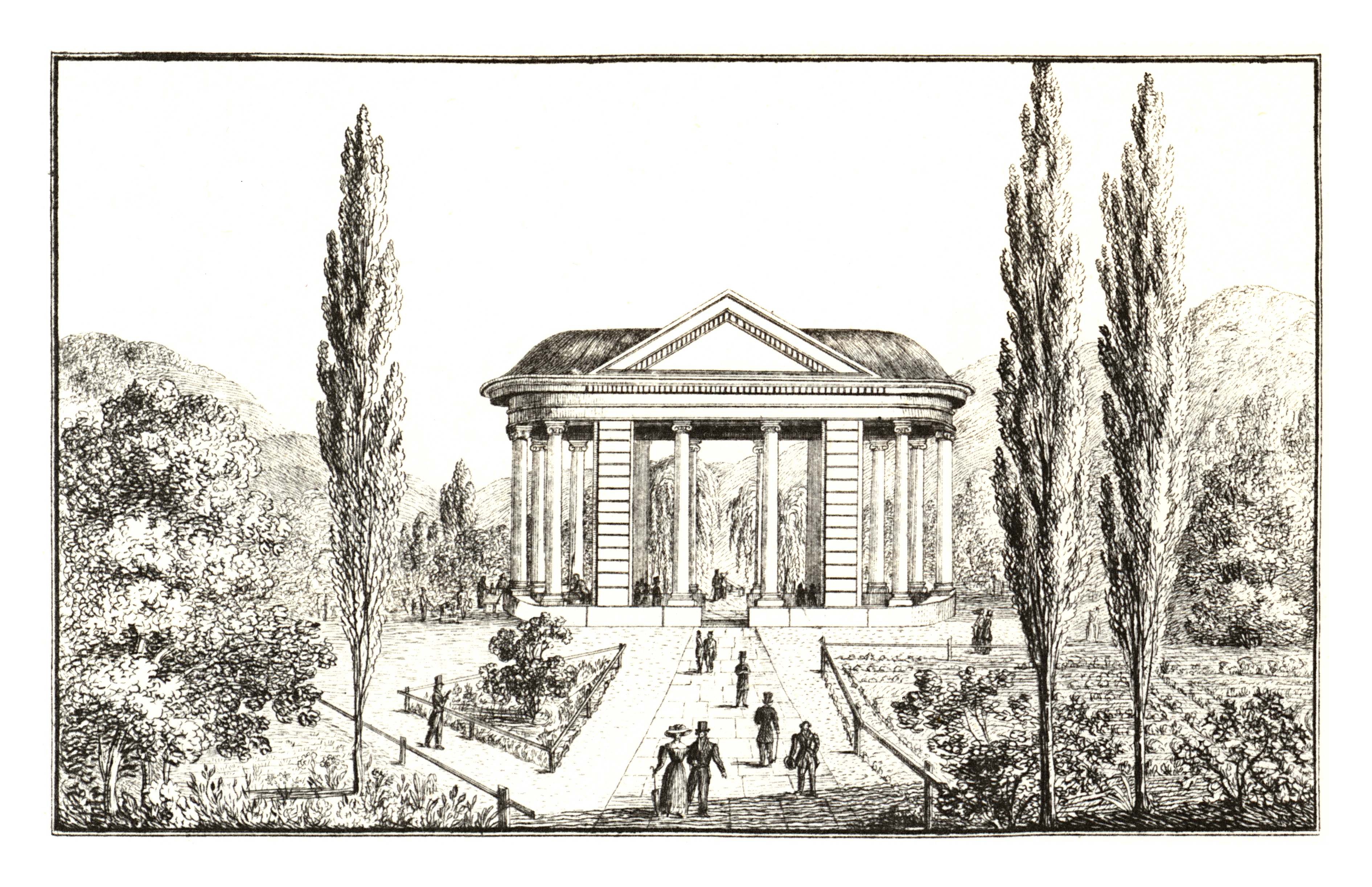
Grafika warsztatowa (litografia)

Grafika warsztatowa (artystyczna) – współczesny termin oznaczający wszystkie techniki druku, poza technikami przemysłowymi, czyli poza poligrafią. Można przyjąć, że grafika warsztatowa to ogół artystycznych technik druku, aczkolwiek większość z nich miała w przeszłości znaczenie jak najbardziej praktyczne.
Grafika warsztatowa jest jednym z podstawowych przedmiotów nauczania na wydziałach grafiki w uczelniach zajmujących się sztukami plastycznymi.

## Rodzaje grafiki warsztatowej
| druk wypukły                                                                                         | druk wklęsły | druk płaski                                                                                     | druk sitowy  | inne techniki                                                                                    |
| --- | --- | ----------------------------------------------------------------------------------------------- | ------------ | ------------------------------------------------------------------------------------------------ |
| - cynkoryt - drzeworyt - frottage - gipsoryt - korkoryt - kredoryt - linoryt - metaloryt - ołowioryt | - akwaforta - akwatinta - autolitografia - cerografia - fluoroforta - heliograwiura - kamienioryt - mezzotinta - miedzioryt - miedzioryt punktowy - miękki werniks - odprysk - staloryt - sucha igła - twardy werniks | - algrafia - chromolitografia - cynkografia - fotolitografia - litografia - oddruk - ossa-sepia | - serigrafia | - ceratoryt - cliche verre - kolograf - monotypia - odbitka na cieście - światłodruk - ziarnoryt |